# Спасская церковь (Иркутск)
Храм Спа́са Нерукотво́рного О́браза (Спа́сская це́рковь) — православный храм в Иркутске, расположенный на территории утраченного Иркутского кремля в историческом центре города. Одно из первых каменных сооружений Иркутска. Фрески на фасадах появились в XIX веке.

## История

### XVII—XIX века
Первая деревянная Спасская церковь Иркутска до наших дней не сохранилась. Она была построена в 1672 году примерно в центре Иркутского кремля. Церковь сгорела 3 августа 1716 года.
Существующая каменная церковь заложена в 1706 году. Основное здание построили к 1710 году, а колокольня и шпиль появились в 1758—1762 годах. Древнейшая часть храма имеет форму четверика.
Спасская церковь — единственная в Сибири, на внешних стенах которой имеются росписи (начало XIX века). Их уникальность в том, что они присутствовали не только внутри, но и снаружи храма. В 1970-х годах внешние росписи были восстановлены, а внутренние были утрачены, так как не поддавались реконструкции.
На восточном фасаде храма размещены три многофигурные композиции. Левая из них показывает обряд крещения, по-видимому, местного бурятского населения. Центральная раскрывает сюжет крещения Иисуса Христа в реке Иордан, а правая изображает группу лиц, присутствующих на церемонии приобщения к лику святых. Есть предположение, что в качестве избранника, на голову которого возлагают корону, фигурирует первый иркутский епископ Иннокентий (Кульчицкий).
На южной стене церкви находятся образы святых, которым была посвящена церковь и её приделы. Под самым карнизом четверика изображён Николай Чудотворец, а ниже — святой Митрофан Воронежский. На стене апсиды — лик Спаса Нерукотворного.

### Советское время

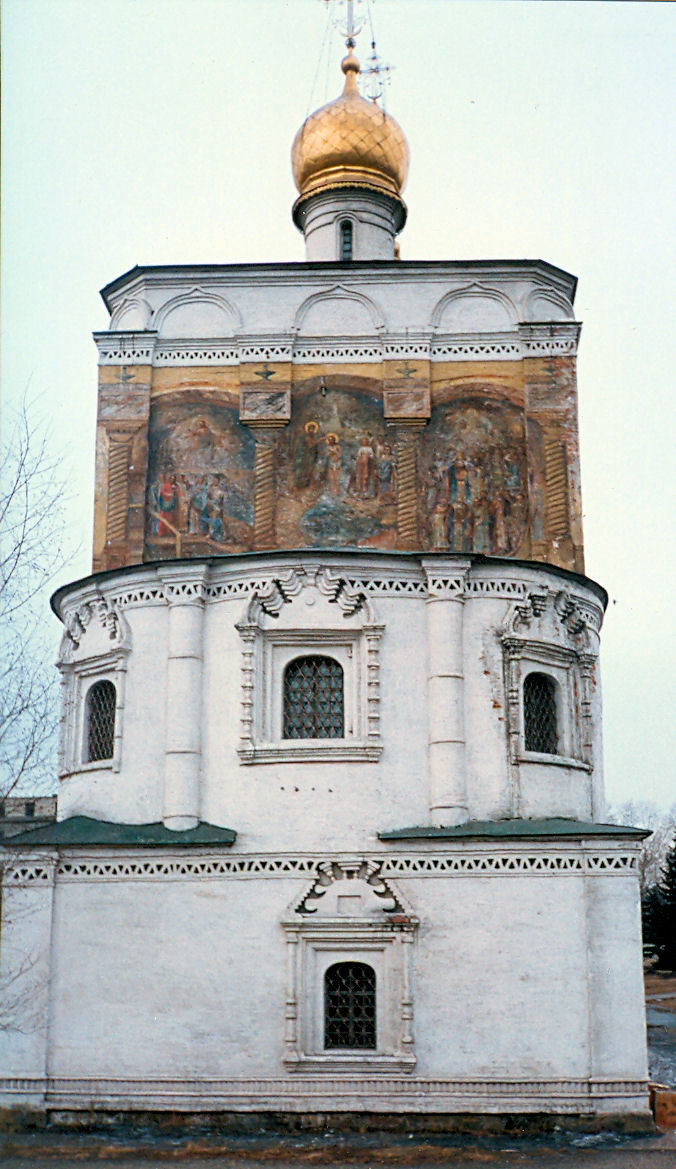
Внешние росписи церкви

После Октябрьской революции 1917 года Спасская церковь была на грани уничтожения. Её могли снести так же, как и другие памятники Иркутска того времени: Московские и Амурские ворота, Казанский кафедральный собор и другие. Но, к счастью иркутян и епархии, этого не произошло. Однако церковь закрыли в 1931 году. В разное время в ней размещались сапожная мастерская, коммунальные квартиры, различные организации.
В 1960 году вновь вернулся вопрос о сносе Спасской церкви и близстоящего Богоявленского собора. Специально для подписания соответствующих бумаг приехала Галина Оранская, архитектор из Москвы. Но вместо того, чтобы дать приказ о сносе, она взялась за их реконструкцию. В этом же году Спасскую церковь признали памятником архитектуры республиканского значения.
В 1982 году храм был открыт для посетителей в качестве выставочного отделения Иркутского областного краеведческого музея

### Современный период
В июле 2003 года корона на купольном кресте церкви сдвинулась из-за сильного ветра. В результате пришлось вызывать специалистов, чтобы её снять. Операция длилась пять часов.
2006 год для церкви стал богат на события: иркутяне отмечали её 300-летие, храм был передан Иркутской епархии, проведена очередная реконструкция.
Осенью 2010 года к 350-летнему юбилею Иркутска началась основательная реконструкция церкви.

## Интересные факты
- Спасская церковь является единственным сооружением Иркутского кремля, которое дошло до наших дней. Также, наряду с Богоявленским собором, является старейшим церковным каменным зданием в Восточной Сибири и Дальнем Востоке.
- В церкви имеется большая коллекция колоколов, в том числе уникальных гилевских[6].
- В 1861 году церковь сильно пострадала из-за землетрясения на Байкале — её пришлось восстанавливать[7].
- В 1879 году храм спасали от сильного пожара
- В 2007 году в непосредственной близости от храма производились археологические раскопки. Были обнаружены древнее кладбище и остатки Иркутского кремля[8].

## Галерея

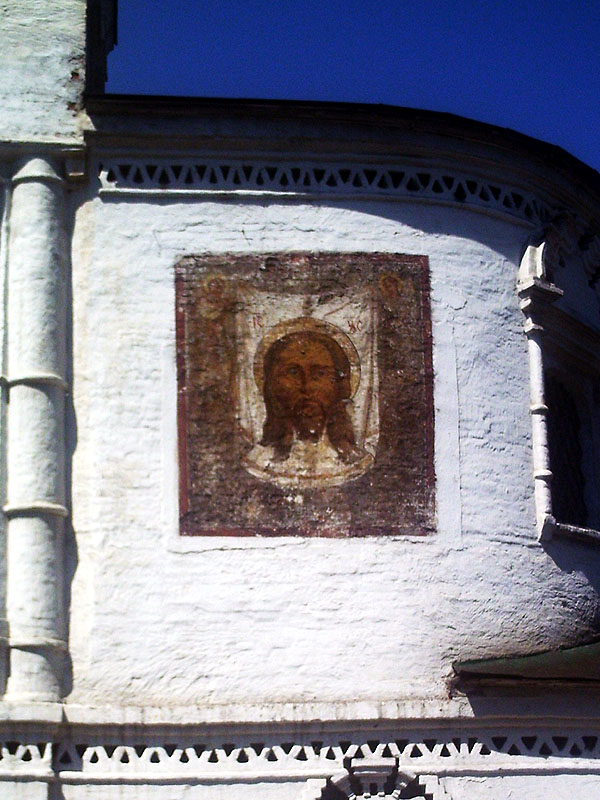
Лик Спаса на апсиде церкви.
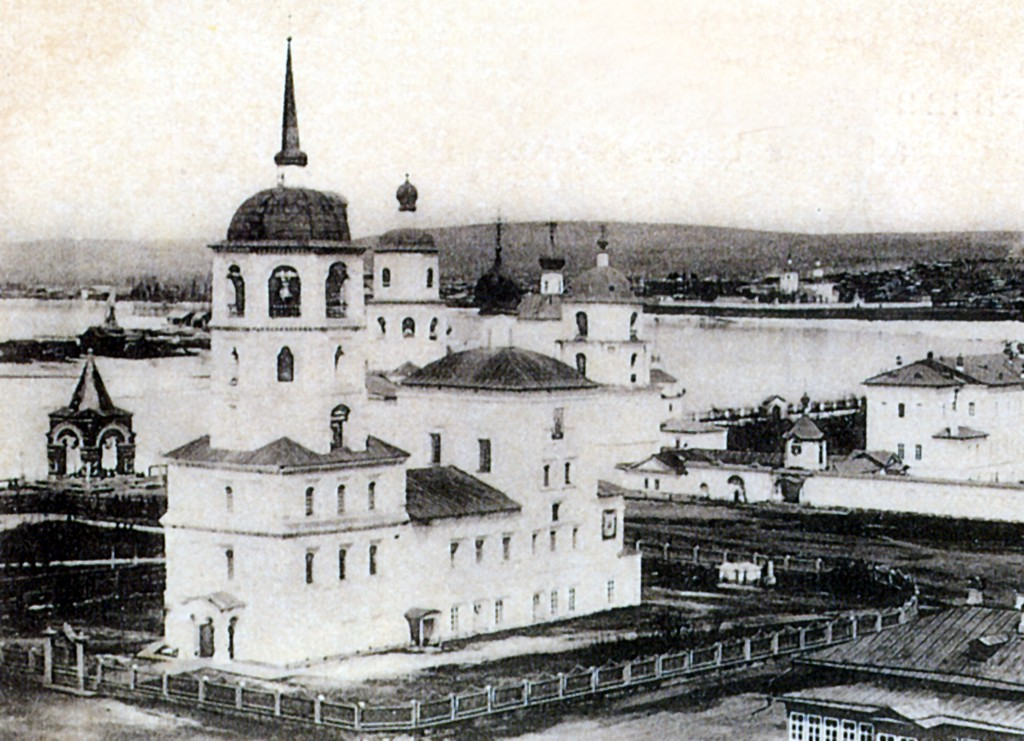
Спасская церковь в 1899 году.
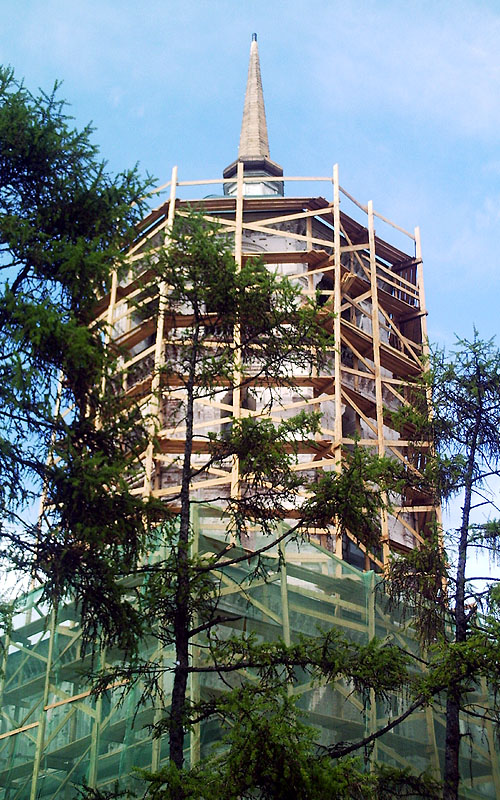
Реконструкция церкви (2011 год).
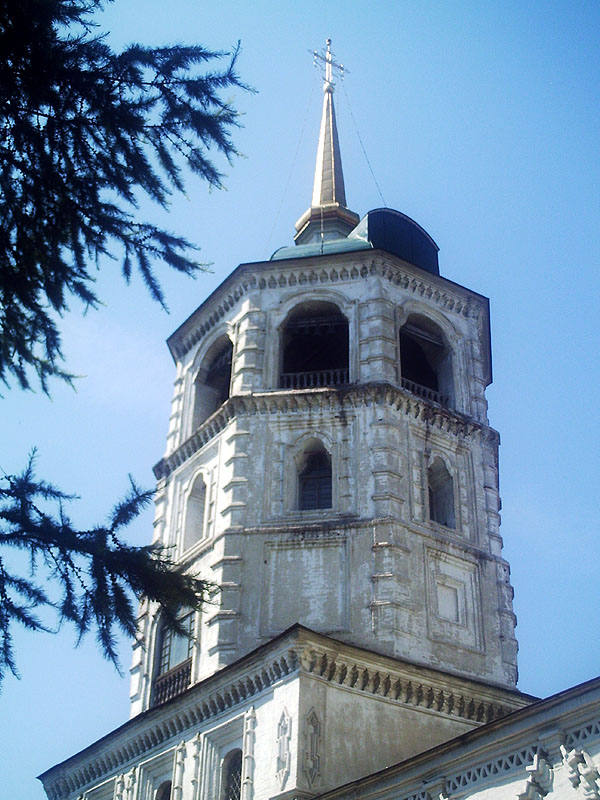
Колокольня церкви.